# 탈의
《탈의》(영어: Taking Off)는 1971년 개봉한 미국의 코미디 영화이다. 밀로시 포르만이 감독과 공동 각본을 맡았다. 1971년 제24회 칸 영화제 그랑프리 수상작이다.

## 출연진
- 린 칼린
- 벅 헨리
- 조지아 엥글
- 오드라 린들리
- 폴 베네딕트
- 빈센트 스키어벨리
- 아이크 터너
- 티나 터너
- 앨런 가필드
- 칼리 사이먼
- 캐시 베이츠
- 제시카 하퍼

## 기타 제작진
- 의상: 페기 패럴